# Anayénnisis
Anayénnisis är en ort i Grekland.   Den ligger i prefekturen Nomós Serrón och regionen Mellersta Makedonien, i den norra delen av landet, 300 km norr om huvudstaden Aten. Anayénnisis ligger 25 meter över havet och antalet invånare är 752.
Terrängen runt Anayénnisis är platt åt nordost, men åt sydväst är den kuperad. Runt Anayénnisis är det ganska tätbefolkat, med 62 invånare per kvadratkilometer. Närmaste större samhälle är Serrai, 18,2 km öster om Anayénnisis. Trakten runt Anayénnisis består till största delen av jordbruksmark.